# 米尔地区圣乌尔里希
米尔地区圣乌尔里希是奥地利上奥地利州罗尔巴赫县的一个市镇。总面积16平方公里，总人口651人，人口密度40.7人/平方公里（2005年）。